# Deutsche Welle

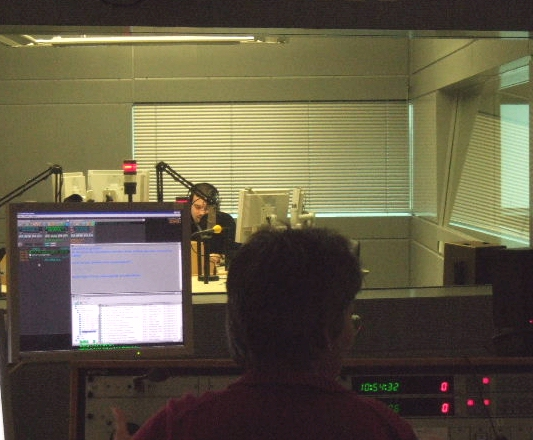
Estudio de radio de DW, en Bonn.

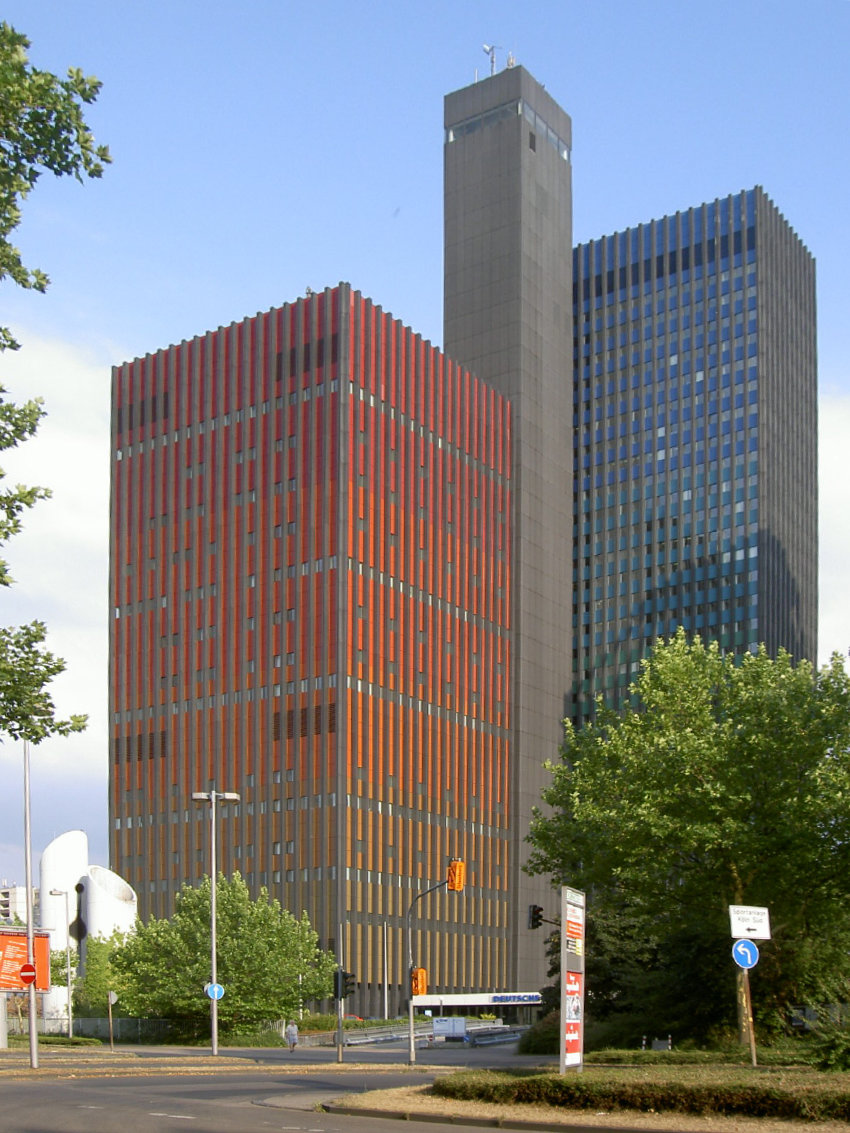
Antigua sede de DW, en Colonia, Alemania.

Deutsche Welle («Onda alemana» en alemán) o DW es un servicio de radiodifusión internacional financiada por el presupuesto fiscal federal alemán. El servicio está disponible en 30 idiomas. El servicio de televisión por satélite de DW consta de canales en inglés, alemán, español y árabe. 
Aunque financiado por el gobierno, el trabajo de DW está regulado por la «Ley de la Deutsche Welle» (Deutsche-Welle-Gesetz, DWG),  lo que significa que el contenido está destinado a ser independiente de la influencia del gobierno. DW es miembro de la Unión Europea de Radiodifusión (EBU).
DW ofrece artículos actualizados periódicamente en su sitio web de noticias y tiene su propio centro de desarrollo de medios internacionales, DW Akademie. Los objetivos declarados de la emisora son producir una cobertura de noticias confiable, proporcionar acceso al idioma alemán y promover el entendimiento entre los pueblos. DW ha desarrollado una estrategia de dos niveles para atender a su audiencia en los próximos años: "un enfoque global destinado a difundir información a una audiencia mundial más amplia a través de la expansión de los servicios de televisión internacional en inglés, español, árabe y alemán y un enfoque regional centrado en proporcionar información adaptada a las necesidades de regiones particulares, principalmente a través de Internet".

## Historia
El servicio de radio de la Deutsche Welle salió al aire por onda corta el 3 de mayo de 1953 con un discurso del presidente alemán Theodor Heuß. Anteriormente existió la Deutsche Welle GMBH, emisora creada en 1924 que no tiene ninguna conexión con la actual Deutsche Welle.
El 11 de junio de 1953, las entidades públicas organizadas en la ARD firmaron un acuerdo para compartir la responsabilidad de la Deutsche Welle. Al principio, la Deutsche Welle fue controlada por la Nordwestdeutscher Rundfunk (NWDR). En 1955, cuando la NWDR se dividió en la Norddeutscher Rundfunk (NDR) y Westdeutscher Rundfunk (WDR), la WDR se hizo cargo de la programación de la Deutsche Welle. El 29 de noviembre de 1960, la Deutsche Welle se convirtió en un organismo público autónomo, según una ley federal de esa fecha. En 1990, absorbió equipos, frecuencias, personal e instalaciones de Radio Berlín Internacional (RBI). En 1993, la Deutsche Welle se encargó de algunos programas en lenguas extranjeras de la Deutschlandfunk, emisora que fue asimilada a la Deutschlandradio.
A los servicios por onda corta en alemán se les añadieron los siguientes idiomas:
- 1954: inglés, francés, español, portugués.
- 1962: persa, turco, ruso, polaco, checo, eslovaco, húngaro, serbio-croata.
- 1963: suajili, hausa, indonesio, búlgaro, rumano, esloveno.
- 1964: griego, italiano, hindi.
- 1970: pashtu, dari.
- 1992: albanés, macedonio.
- 2000: ucraniano.

Por causa de los sucesivos recortes financieros y un presunto descenso en la cantidad de oyentes, se eliminaron algunos servicios en lenguas extranjeras. En 1998, se suspendieron las transmisiones en danés, noruego, neerlandés, italiano y sánscrito. En 1999, sucedió lo mismo con las emisiones en japonés, eslovaco, esloveno, italiano, checo y húngaro.
Desde su fundación y hasta 2003, la sede del servicio de radio de la DW estuvo en Colonia. Debido a problemas con la estructura de asbesto de la sede en Colonia, el servicio de radio de la DW se trasladó a las antiguas oficinas del gobierno alemán en Bonn. 
La señal de intervalo del servicio de radio de la DW es un sonido que interpreta un fragmento de la ópera Fidelio, del compositor alemán Ludwig van Beethoven.
En marzo de 2022, un tribunal bielorruso reconoció el canal de Telegram “DW Bielorrusia” y el logotipo de Deutsche Welle como materiales extremistas. En abril de 2024, el Ministerio del Interior de Bielorrusia calificó a DW Bielorrusia de grupo extremista.

## Servicios
La Deutsche Welle opera los siguientes servicios:
- DW-TV: seis canales satelitales regionalizados de la televisión de DW, que incluyen DW (Latinoamérica).[10]
- DW-Radio: emisiones en 11 idiomas: amárico, dari, francés (África), griego, hausa, inglés (África), pastún, portugués (África), suajili, turco y urdu.[11] Las señales se difunden por onda corta analógica, por televisión por cable, vía satélite y radio digital mundial.
- DW.com: sitio web en 30 idiomas con noticias, reportajes, información sobre Alemania y cursos para aprender el idioma alemán, así como podcasts y streaming de los programas de TV y radio de la DW.[12]
- DW - YouTube: Actualmente se transmite en vivo la señal de DW en Español en YouTube con una resolución a 1080i escalado a 1080p a 60fps (60 cuadros por segundo).

## Transmisores de onda corta
Deutsche Welle era dueña del transmisor de Jülich (inició operaciones en 1956) y de otras 15 en el sitio de Wertachtal. Además, heredó el transmisor de Nauen (perteneciente a Radio Berlín Internacional). Desde el 1 de enero de 2007, DW ya no emplea esos transmisores. 
En el exterior, la DW usaba las estaciones repetidoras de Trincomalee (Sri Lanka), Kigali (Ruanda) y Sines (Portugal). La repetidora de Kigali se destruyó durante la guerra civil de 1994. Además, DW utilizaba tres repetidoras de onda corta y una de onda media en Malta. Compartía una repetidora en el Caribe con la BBC y tenía un convenio de intercambio con Canadian Broadcasting Corporation (CBC) / Radio Canadá Internacional, que le permitía emplear dos transmisores en Sackville (Canadá).
DW tenía contratos de arrendamiento por horas con repetidoras ubicadas en Novosibirsk e Irkutsk (Rusia), Alma Ata (Kazajistán), Kranji (repetidora de la BBC en Singapur), Bonaire (repetidora de Radio Nederland en las Antillas Neerlandesas), Talata Volonondry (repetidora de Radio Nederland en Madagascar) y Dhabayya (Emiratos Árabes Unidos).
La repetidora de Sines en Portugal se desactivó el 29 de octubre de 2011, y la planta se desmontó y se procesó posteriormente como chatarra el 6 de noviembre de 2012.

## Sitio web
A finales de 1994, la Deutsche Welle fue el primer organismo público de radiodifusión en Alemania con presencia en Internet. En aquel tiempo, la dirección era www.dwelle.de. En sus primeros dos años, solo aparecían allí las direcciones de contacto de los conductores de los programas. Años después, el sitio cambió de dirección electrónica: www.dw-world.de. En 2005 se promulgó la actual versión de la «Ley de la Deutsche Welle» (DWG) que pone a la DW en igualdad de condiciones con DW-TV y DW-Radio. En 2012, el sitio se trasladó a una nueva dirección web, www.dw.de, como parte de una renovación. Desde 2015, y con el concepto "Made for Minds", lanzó su sitio web www.dw.com en albanés, alemán, amárico, árabe, bengalí, bosnio, búlgaro, chino, croata, español, francés, griego, hausa, hindi, indonesio, inglés, macedonio, pastún, persa, polaco, portugués, rumano, ruso, serbio, suajili, turco, ucraniano y urdu.

## DW Akademie
DW Akademie es el centro internacional de la DW para el fomento de las competencias mediáticas, la asesoría a medios y la formación periodística. Ofrece un amplio espectro de programas de cooperación e instrucción de profesionales de la información y se financia con fondos públicos. La mayor parte del presupuesto proviene del ministerio alemán de Cooperación y Desarrollo Económico. En América Latina, colabora principalmente con emisoras de radio y televisión, con universidades y otras organizaciones. Los países foco de atención son Colombia, Ecuador, Bolivia y Guatemala. También trabaja de forma puntual en otros países de la región.

## Directores generales
- Hans Otto Wesemann (12 de octubre de 1960 – 29 de febrero de 1968)
- Walter Steigner (1 de marzo de 1968 – 29 de febrero de 1980)
- Conrad Ahlers (1 de marzo de 1980 – 8 de diciembre de 1980)
- Heinz Fellhauer (con carácter interino; 19 de diciembre de 1980 – 30 de junio de 1981)
- Klaus Schütz (1 de julio de 1981 – 30 de junio de 1987)
- Heinz Fellhauer (1 de julio de 1987 – 30 de junio de 1989)
- Dieter Weirich (1 de julio de 1989 – 31 de marzo de 2001)
- Reinhard Hartstein (con carácter interino; 1 de abril de 2001 – 30 de septiembre de 2001)
- Erik Bettermann (1 de octubre de 2001 – 30 de septiembre de 2013)
- Peter Limbourg (1 de octubre de 2013 – presente)